# Bed of Roses (Lied)
Bed of Roses ist ein Lied der US-amerikanischen Rockband Bon Jovi aus dem Jahr 1992. Es wurde von Jon Bon Jovi geschrieben und am 11. Januar 1993 als zweite Single des Albums Keep the Faith ausgekoppelt.

## Hintergrund
Bed of Roses wurde von Jon Bon Jovi geschrieben und von Bob Rock produziert. Es erschien am 11. Januar 1993 über das Label Mercury Records als Single. Es handelt sich um eine Rockballade, die Jon Bon Jovi 1992 in einer Hotelsuite schrieb. Er hatte eine Hochzeit in seiner 3000 Kilometer entfernten Heimat aus der Ferne verfolgt – dass er das Glück nur so teilen konnte, deprimierte ihn. Im Hotel hatte er zudem ein Klavier auf Rollen gesehen, das er sich aufs Zimmer bringen ließ. In der Nacht darauf war er mit Freunden ausgegangen und hatte einige tiefsinnige Gespräche geführt. Am nächsten Morgen wachte er vor der geplanten Abreise in melancholischer Stimmung auf, war aber von sich selbst enttäuscht, dass er auf dem Klavier nichts geschrieben hatte. So schrieb er:

„Sitting here wasted and wounded at this old piano.
Trying hard to capture the moment, this morning I don’t know.“

Neben Gitarren ist somit im Song auch ein Klavier zu hören, später ein E-Gitarrensolo. Der Text spiegelt seine Entstehung wider: Der Protagonist vermisst eine Person, die er auf Rosen betten würde, während er selbst auf einem Nagelbett schlafen wird („I wanna lay you down in a bed of roses / For tonight I’ll sleep on a bed of nails / I wanna be just as close as the Holy Ghost is / Lay you down on a bed of roses“).
Die spanische Version von Bed of Roses, Cama de Rosas, wurde zunächst nicht veröffentlicht, kann aber als Video auf der Bandseite angesehen werden. Auf der Compilation This Left Feels Right (2003) ist eine weitere Version des Liedes enthalten. Diese wurde einige Zeit statt der Version von Keep the Faith live aufgeführt. Auf der Tour zum Album Lost Highway kehrte die Gruppe wieder zur vorherigen Version zurück.

## Musikvideo
Zu Beginn ist Richie Sambora zu sehen, der auf Berggipfeln spielt. Danach sieht man zunächst Jon Bon Jovi allein in einem Hotelzimmer, ehe man schließlich die Band bei den Aufnahmen im Studio sieht. Gegen Ende des Videos steht die Band zusammen auf der Bühne. Bis Oktober 2022 zählte das Musikvideo über 309 Millionen Aufrufe bei YouTube.

## Kommerzieller Erfolg

### Chartplatzierungen
In den Bravo-Jahrescharts 1993 erreichte Bed of Roses mit 510 Punkten den zweiten Platz.
| ChartsChartplatzierungen       | Höchstplatzierung | Wochen |
| ------------------------------ | ----------------- | ------ |
| Deutschland (GfK)              | 10 (30 Wo.)       | 30     |
| Schweiz (IFPI)                 | 9 (32 Wo.)        | 32     |
| Vereinigte Staaten (Billboard) | 10 (20 Wo.)       | 20     |
| Vereinigtes Königreich (OCC)   | 13 (6 Wo.)        | 6      |

| ChartsJahrescharts (1993)      | Platzierung |
| ------------------------------ | ----------- |
| Deutschland (GfK)              | 30          |
| Schweiz (IFPI)                 | 18          |
| Vereinigte Staaten (Billboard) | 57          |

### Auszeichnungen für Musikverkäufe
| Land/Region                  | Auszeichnungen für Musikverkäufe (Land/Region, Auszeichnung, Verkäufe) | Verkäufe |
| ---------------------------- | ---------------------------------------------------------------------- | -------- |
| Australien (ARIA)            | 3× Platin                                                              | 210.000  |
| Brasilien (PMB)              | Platin                                                                 | 60.000   |
| Deutschland (BVMI)           | Gold                                                                   | 250.000  |
| Neuseeland (RMNZ)            | Gold                                                                   | 15.000   |
| Spanien (Promusicae)         | Gold                                                                   | 30.000   |
| Vereinigtes Königreich (BPI) | Gold                                                                   | 400.000  |
| Insgesamt                    | 4× Gold · 4× Platin ·                                                  | 965.000  |

Hauptartikel: Bon Jovi/Auszeichnungen für Musikverkäufe